# Sarimattin
Sarimattin is een bestuurslaag in het regentschap Simalungun van de provincie Noord-Sumatra, Indonesië. Sarimattin telt 1642 inwoners (volkstelling 2010).